# ジョン・アダムズ生家
ジョン・アダムズ生家 は、アメリカ合衆国マサチューセッツ州クインジーのフランクリン通り133番地にある歴史的邸宅。1735年、ソルトボックス型のこの邸宅で第2代大統領ジョン・アダムズが生まれた。1960年、アメリカ合衆国国定歴史建造物、アメリカ合衆国国家歴史登録財に認定された。アダムズ国立歴史公園の一部としてアメリカ合衆国国立公園局が管轄しており、ガイドツアーが行われている。

## 初期の歴史
木造2.5階建てで下見板で階層を成している。中央の煙突に沿って1階と2階にメインの部屋が2部屋ずつあり、他に1階の屋根が斜めの部分に小さな部屋が2部屋ある。ファサードは3柱間の幅となっており、中央に扉がついている。出入り口の扉は付柱で囲まれ、上にはエンタブラチュアと三角形のペディメントが施されている。
この邸宅が建てられた場所はそれ以前までウィリアム・ニーダムが所有して1650年頃に家を建てていた。現存の邸宅の最古の南東部分は1681年頃に建てられたとされるが、それ以前にも家が建てられていた痕跡がある。北部にあるメインの非対称の出入り口は後から取り付けられたものである。ソルトボックス特有の斜め部分はジョン・アダムズ・シニアが購入した1720年以前に追加された。1735年、東の部屋で長男ジョンが誕生した。

## のちの歴史
1761年、ジョン・アダムズ・シニアが亡くなり、次男ピーターが引き継ぎ、長男ジョンは隣の邸宅を与えられ、1767年、ジョンとアビゲイル・アダムズの間にジョン・クィンシー・アダムズがここで生まれた。1768年、ピーターが結婚するまで母と共に住み続けた。1774年、ピーターは兄のジョンにこの邸宅を売却し、1780年に母が亡くなると賃貸にした。1803年、ジョンは1軒を生まれた時から住んでいる息子に売却し、もう1軒を賃貸にした。1810年から1818年、ジョン・クインジーの息子トーマス・ボイルストン・アダムズがこの邸宅に住んでいた。
どちらの邸宅もアダムズ一家が所有していたが、周辺の農地の多くが売却されていき、1885年に退去した。しばらく空室となった後、1950年までチャールズ・フランシス・アダムズ・ジュニアは米国愛国婦人会の支部に会議室としての使用を許可した。1940年、アダムズ家は邸宅をクインジー市に売却し、1950年、クインジー・ホスピタル・ソサエティが管理するようになった。現在この2軒の邸宅はアダムズ国立歴史公園の一部となっており、アメリカ合衆国国立公園局が管理している。ガイドツアーでのみ一般に公開されている。

## 関連事項
- ピースフィールド - アダムズ国立歴史公園の中で最大の邸宅
- アメリカ合衆国国定歴史建造物
- アメリカ合衆国国家歴史登録財